# Бій за село Стіжок
Бій за село Стіжок — бої що тривали у ніч з 8 на 9 травня 1943 року в селах Стіжок та Лішня. Учасники бою - повстанці ОУН-М під командуванням Миколи Недзвецького (Хрона) проти німецьких та польських поліцаїв.

## Хід бою
В ніч на 8-9 травня 1943 року, німецька поліція оточила село Стіжок. Населення нічого не знало. Щойно над ранком, викривши присутність німців, цивільна варта сповістила село, й люди кинулися тікати в ліс. Німці почали стрілянину по втікаючим. Пійманих чоловіків,жінок, дітей та старців закривали у клунях, й підпалювали. Втікачі з села повідомили табір мельниківців. Німці окопалися навколо села. Всередині селища стояли міномети, з яких час-від-часу обстрілювали ліс. Все село горіло. Мельниківці влаштували засідку на дорозі коло села Лішня, що за три кілометри від села Стіжок, на їх засідку натрапила німецька колона. Коли з'явилися німецька колона мельниківці відкрили по ній вогонь. Німці в той час почали відступати з села, як на них напала група повстанців, знищивши противника. Інші сили противника відступили, й зникли